# Прилуцкий полк
Прилу́цкий полк — военно-административная единица Войска Запорожского со столицей в Прилуках. Полк был основан в 1648 году.

## История

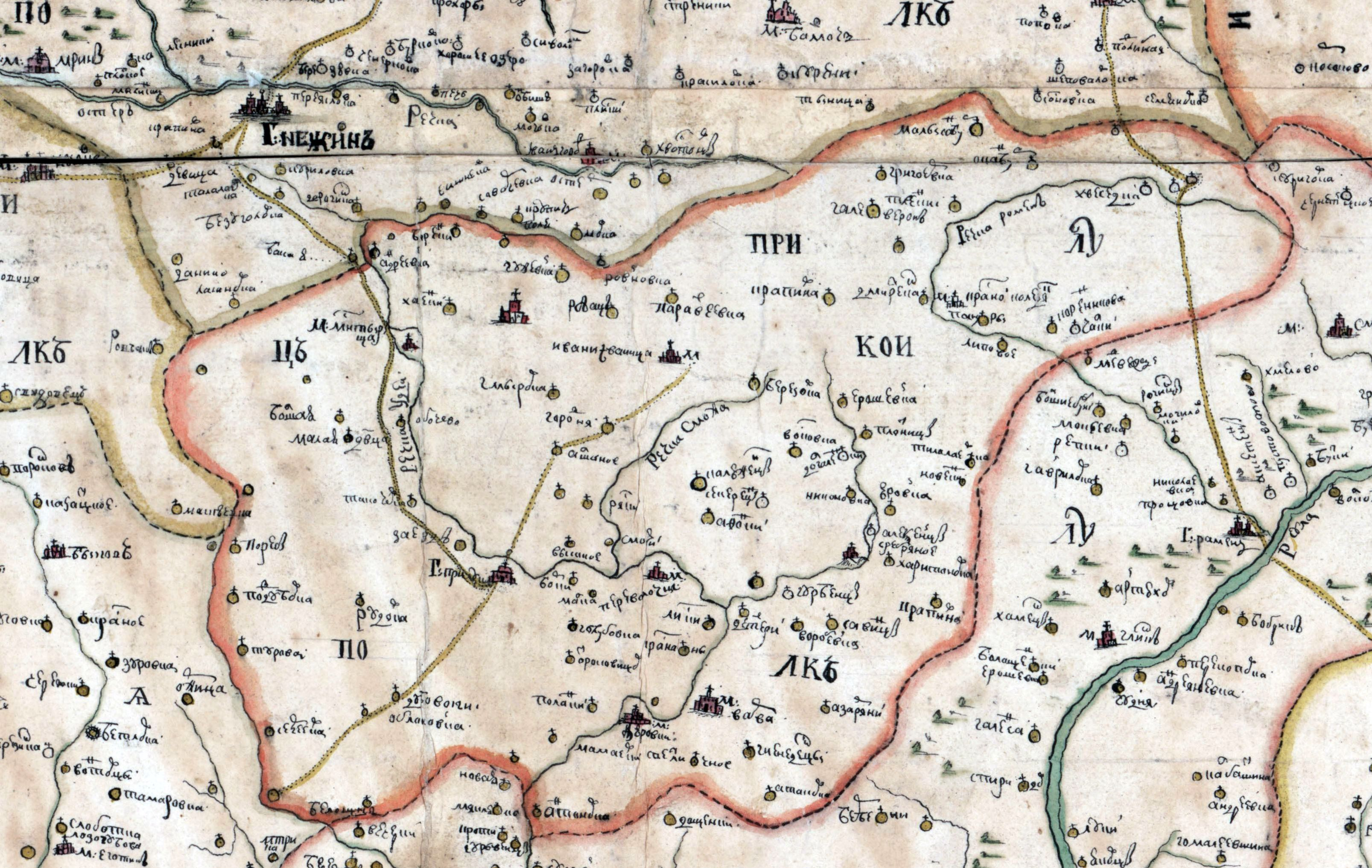
Территория Прилуцкого полка в середине XVIII века

Прилуцкий полк был основан в начале 1648 года. После Зборовского договора, в состав полка был включён расформированный Ичнянский полк. По Зборовскому реестру 1649 года в полку состояло 1 996 казаков в 21 сотне. По реестру 1723 года в полку было 1 627 конных казаков и 1 705 пехотинцев в 8 сотнях. Впоследствии количество сотен увеличилось и к 1780 году полк насчитывал 11 сотен, 9 городов и 547 сёл. Полк расформирован в 1782 году.
Сотенными центрами полка были Варва, Голенка, Городня, Журавка (с 1658 года, после ликвидации Кропивненского полка), Иваница, Ичня, Корибутов, Красный Колядин, Крапивна (с 1658 года, после ликвидации Кропивненского полка), Липовое, Монастырище, Переволочна, Прилуки, Сребное.

## Полковники
Полковники Прилуцкого полка:
1. Мельниченко, Иван (1648)
2. Кисель, Фёдор — наказной полковник в 1648.
3. Джеджалий, Филон — 1649 год
4. Носач, Тимофей (1649—1652)
5. Герасимович, Семён — наказной полковник в 1652.
6. Сомко, Яким Семёнович — наказной полковник в 1652.
7. Воронченко, Яков (1652—1657)
8. Проценко, Омельян — наказной полковник в 1652.
9. Федькович, Трофим — наказной полковник в 1653.
10. Дорошенко, Пётр Дорофеевич (1657—1659)
11. Воронченко, Яков (1658)
12. Дорошенко, Степан — наказной полковник в 1659.
13. Горленко, Лазарь Фёдорович — наказной полковник в 1659.
14. Терещенко, Фёдор Терентьевич (1659—1661)
15. Горленко, Лазарь Фёдорович (1661)
16. Терещенко, Фёдор Терентьевич (1662)
17. Чернявский, Дмитрий (1662—1663)
18. Чернявский, Григорий — наказной полковник в 1663.
19. Песоцкий, Даниил Андреевич (1663—1664)
20. Горленко, Лазарь Фёдорович (1664—1668)
21. Щишинский — наказной полковник в 1665
22. Самойлович, Иван Самойлович — наказной полковник в 1665
23. Щербина, Иван (1668)
24. Трофимов, Яков — наказной полковник в 1669.
25. Маценко, Иван (1669—1671)
26. Третьяк, Семён (1671—1672)
27. Горленко, Лазарь Фёдорович — наказной полковник в 1678
28. Мовчан, Михаил Федорович (1678—1679)
29. Чернявский, Дмитрий (1679—1680)
30. Воронченко, Яков — наказной полковник в 1679
31. Горленко, Лазарь Фёдорович — до 1687 года
32. Стороженко, Иван Фёдорович — (1687—1692)
33. Горленко, Дмитрий Лазаревич (1693—1709)
34. Нос, Иван Иеремиевич (1709—1714)
35. Галаган, Игнатий Иванович (1714—1739)
36. Леонтийович, Тимофей — наказной полковник в 1716.
37. Маркович, Фёдор Маркович — наказной полковник в 1721.
38. Огронович, Михаил Григорьевич — наказной полковник в 1722.
39. Горленко, Яким — наказной полковник в 1723.
40. Прокопович, Григорий — наказной полковник в 1723.
41. Носенко, Пётр Иванович — наказной полковник в 1728—1729.
42. Галаган, Григорий Игнатьевич (1739—1763)
43. Галаган, Иван Григорьевич (1763—1767)
44. Горленко, Пётр Якимович (1767—1772)
45. Тарновский, Иван Даниилович (1772)
46. Горленко, Пётр Якимович (1773)
47. Лизогуб, Илья Яковлевич — наказной полковник в 1774.
48. Якубович, Александр Яковлевич (1773—1782)